# Lista de freguesias no curso do rio Tua
Muitas vezes definindo fronteiras, no seu caminho o rio Tua visita 2 distritos e 5 concelhos e 21 freguesias.
| - Distrito de Bragança (16) - Mirandela (9) - Suçães - Mirandela - Marmelos - São Salvador - Frechas - Valverde - Barcel - Navalho - Abreiro - Vila Flor (3) - Vilarinho das Azenhas - Vila Boas - Freixiel - Carrazeda de Ansiães (4) - Pereiros - Pinhal do Norte - Pombal - Castanheiro | - Distrito de Vila Real (5) - Murça (1) - Candedo - Alijó (4) - Carlão - Amieiro - São Mamede de Ribatua - Castedo |

Estas freguesias ordenadas de acordo com o contacto com o rio.
|           |           | Margem direita        | o | Margem Esquerda       |                      |          |
| Distrito  | Concelho  | Freguesia             | o | Freguesia             | Concelho             | Distrito |
| Bragança  | Mirandela | Suçães                | o | Mirandela             | Mirandela            | Bragança |
| Bragança  | Mirandela | Mirandela             | o | Mirandela             | Mirandela            | Bragança |
| Bragança  | Mirandela | Marmelos              | o | Mirandela             | Mirandela            | Bragança |
| Bragança  | Mirandela | Marmelos              | o | São Salvador          | Mirandela            | Bragança |
| Bragança  | Mirandela | Marmelos              | o | Frechas               | Mirandela            | Bragança |
| Bragança  | Mirandela | Valverde              | o | Frechas               | Mirandela            | Bragança |
| Bragança  | Mirandela | Valverde              | o | Vilarinho das Azenhas | Vila Flor            | Bragança |
| Bragança  | Mirandela | Barcel                | o | Vilarinho das Azenhas | Vila Flor            | Bragança |
| Bragança  | Mirandela | Barcel                | o | Vila Boas             | Vila Flor            | Bragança |
| Bragança  | Mirandela | Barcel                | o | Freixiel              | Vila Flor            | Bragança |
| Bragança  | Mirandela | Navalho               | o | Freixiel              | Vila Flor            | Bragança |
| Bragança  | Mirandela | Abreiro               | o | Freixiel              | Vila Flor            | Bragança |
| Bragança  | Mirandela | Abreiro               | o | Pereiros              | Carrazeda de Ansiães | Bragança |
| Vila Real | Murça     | Candedo               | o | Pereiros              | Carrazeda de Ansiães | Bragança |
| Vila Real | Murça     | Candedo               | o | Pinhal do Norte       | Carrazeda de Ansiães | Bragança |
| Vila Real | Alijó     | Carlão                | o | Pinhal do Norte       | Carrazeda de Ansiães | Bragança |
| Vila Real | Alijó     | Carlão                | o | Pombal                | Carrazeda de Ansiães | Bragança |
| Vila Real | Alijó     | Amieiro               | o | Pombal                | Carrazeda de Ansiães | Bragança |
| Vila Real | Alijó     | São Mamede de Ribatua | o | Pombal                | Carrazeda de Ansiães | Bragança |
| Vila Real | Alijó     | São Mamede de Ribatua | o | Castanheiro           | Carrazeda de Ansiães | Bragança |
| Vila Real | Alijó     | Castedo               | o | Castanheiro           | Carrazeda de Ansiães | Bragança |